# James Beckford
James Beckford (* 9. ledna 1975 Saint Mary Parish) je bývalý jamajský atlet, jehož hlavní disciplínou byl skok daleký. Připravoval se v USA, kde studoval na Blinn College. Jeho osobní rekord je 862 cm (dosáhl ho 5. dubna 1997 v Orlandu), v letech 1998 a 2001 vytvořil nejlepší světový výkon roku. Je stříbrným medailistou z mistrovství světa v atletice 1995, olympijských her 1996 a mistrovství světa v atletice 2003. V letech 1995, 1996 a 2003 byl zvolen jamajským sportovcem roku.
Věnoval se také trojskoku, v němž obsadil 6. místo na MS 1995 a vytvořil osobní rekord 17,92 m, který stále patří mezi deset nejlepších výkonů historie. Na MS 1995 skončil s jamajskou štafetou 4×100 m na čtvrtém místě.
V roce 1997 obdržel tříměsíční distanc za zneužívání efedrinu.

## Výsledky

### Olympijské hry
- 1996: 2. místo
- 2000: 14. místo
- 2004: 4. místo

### Mistrovství světa
- 1995: 2. místo
- 1997: 4. místo
- 2001: 7. místo
- 2003: 2. místo
- 2005: 9. místo
- 2007: 6. místo

### Halové mistrovství světa
- 1997: 5. místo
- 1999: 5. místo
- 2003: 2. místo
- 2008: 6. místo

### Univerziáda
- 1997: 2. místo

### Hry dobré vůle
- 2001: 1. místo

### Světové atletické finále
- 1995: 3. místo
- 1997: 2. místo
- 2001: 4. místo
- 2004: 5. místo
- 2005: 3. místo
- 2006: 7. místo